# Atilio Ancheta
Atilio Ancheta (Uruguay, 19 de julio de 1948) es un exfutbolista uruguayo que jugaba de zaguero.

## Carrera
Se inició en San Lorenzo de Florida, integrando asimismo la Selección Juvenil de ese departamento.
En 1966 pasó a las divisiones juveniles del Club Nacional de Football, donde debutó profesionalmente en 1969 y permaneció hasta 1971. En esos años ganó el Campeonato Uruguayo en tres ocasiones (en 1969, 1970 y 1971), además de la Copa Libertadores de América de 1971. Entre 1971 y 1980 jugó en Grêmio de Porto Alegre, donde fue campeón del Campeonato Gaucho en 1977 y 1979. Su desempeño en el tricolor de Porto Alegre lo llevó a obtener logros notables, como el premio Bola de Ouro al mejor jugador de la temporada 1973 (compartido con Agustín Mario Cejas), o ser, sobre casi una cuarentena de jugadores de Grêmio, uno de los dos únicos no brasileños (el otro es el también uruguayo y también multi-campeón con Nacional, Hugo De León) en dejar su huella en la Calzada de la Fama del Estadio Olímpico de Porto Alegre. En 1980 pasó a Millonarios FC y en 1982 volvió brevemente a Nacional, donde se retiró.
En 2002 fue nombrado Deportista Ejemplar por la ciudad de Porto Alegre.
En 2022 participó del concurso de canto brasileño The Voice +.

## Selección nacional
Integró la Selección Uruguaya en 20 oportunidades entre 1969 y 1971, marcando 1 gol.
Participó tanto de las Eliminatorias para México 1970 como del propio Mundial. El desempeño de Ancheta lo llevó a ser considerado el mejor zaguero del Mundial, y a integrar por consecuencia el Equipo de las Estrellas (All-Star) del mismo.
Diferencias económicas nunca esclarecidas oficialmente llevaron a que se perdiera el Mundial de 1974 a pesar de haber sido citado.

### Participaciones en Copas del Mundo[15]
| Mundial              | Sede   | Resultado | PJ (G) |
| -------------------- | ------ | --------- | ------ |
| Copa Mundial de 1970 | México | 4° puesto | 6 (0)  |

## Clubes
| Club        | País     | Año       |
| ----------- | -------- | --------- |
| Nacional    | Uruguay  | 1966-1971 |
| Grêmio      | Brasil   | 1971-1980 |
| Millonarios | Colombia | 1981      |
| Nacional    | Uruguay  | 1982-1983 |

## Palmarés

### Campeonatos regionales
| Título            | Club   | País               | Año  |
| ----------------- | ------ | ------------------ | ---- |
| Campeonato Gaúcho | Grêmio | Río Grande del Sur | 1977 |
| Campeonato Gaúcho | Grêmio | Río Grande del Sur | 1979 |

### Campeonatos nacionales
| Título                      | Club     | País    | Año  |
| --------------------------- | -------- | ------- | ---- |
| Primera División de Uruguay | Nacional | Uruguay | 1969 |
| Primera División de Uruguay | Nacional | Uruguay | 1970 |
| Primera División de Uruguay | Nacional | Uruguay | 1971 |

### Copas internacionales
| Título            | Club     | Sede | Año  |
| ----------------- | -------- | ---- | ---- |
| Copa Libertadores | Nacional | Lima | 1971 |

### Distinciones individuales
| Distinción                   | Año  |
| ---------------------------- | ---- |
| Balón de Oro del Brasileirão | 1973 |